# Мустафа Кипчацький
Мустафа мурза Кипчацький (1861, Таврійська губернія — не раніше 1918) — поміщик, кримськотатарський громадський діяч, активний учасник Таврійського губернського земства. Крайовий контролер (інспектор у ранзі міністра) Кримського крайового уряду генерала Матвія Сулькевича (1918).

## Життєпис

### Походження та освіта
Народився за даними формулярного списку 1861 року в сім'ї дворянина, колезького реєстратора Мемет мурзи Кипчацького, мав трьох братів. Його батько був землевласником Сімферопольського повіту, частину землі в розмірі 874 десятин згодом і передав синові. Самому Мустафі Кипчацькому належав земельний наділ у розмірі 500 десятин у Євпаторійському повіті. Освіту він здобув у Севастопольському Костянтинівському реальному училищі. Після закінчення в травні 1882 року він був зарахований до штату канцелярії Євпаторійського повітового предводителя дворянства.
У жовтні 1884 року за виборами дворянства на триріччя з 1885 року його обрали депутатом від дворянства Євпаторійського повіту і затвердили на цій посаді таврійським губернатором. Багаторазово переобирався депутатом від дворянства. У 1885 році його призначили колезьким реєстратором, у 1887 році — губернським секретарем. З 1888 року його кілька разів обирали на посаду почесного мирового судді по Сімферопольському повіту. Вперше 12 жовтня 1888 року, із затвердженням указом правлячого сенату від 1 червня 1889 року. У наступні роки обрання в мирові судді повторювалося неодноразово, проте не завжди його призначення на цю посаду відбувалося гладко. Наприклад, 1895 року Правлячий Сенат відмовив у затвердженні на посаду судді через те, що «подані відносно губернського секретаря М. М. Кипчацького відомості не повні, бо не показано спадкоємців і спадкоємиць до нерухомого майна його батька». Справа затягнулася на два роки, але зрештою 28 січня 1897 року його було затверджено на посаді судді.

### Діяльність у земстві
З 1891 року розпочалася робота М. Кипчацького в органах земства: у Сімферопольському і Перекопському повітових і в Таврійських губернських земських зборах, Сімферопольській повітовій земській управі. В управі Кипчацький безперервно пропрацював, починаючи з 1891 і до 1918 року. На перших же земських зборах він енергійно виступив на захист прохання про позику на купівлю землі поселенцями, було ухвалено позитивну резолюцію. Надалі коло питань, що входили до сфери інтересів гласного, охоплювало не тільки проблеми економічного характеру, а й освіти, медичного обслуговування, що враховувалося під час формування комісій земства. Його неодноразово обирали до складу лікарської ради, училищної комісії, сільськогосподарської ради, піклувальником і завідувачем навчальних закладів повіту. Протоколи засідань засвідчують, що М. Кипчацький був одним із найактивніших членів зборів. Він клопотав про виділення коштів із земських сум на поїздки лікарів на курси до Санкт-Петербурга, про перебудову та ремонт старих приймальних покоїв і будівництво нових, про відкриття школи повитух та інше. Його увагу викликали і питання освіти в повіті, засідання училищної ради. Часто він виступав у ролі секретаря земських зборів. Його обирали експертом у розв'язанні питань купівлі-продажу або оцінки майна, придбаного земством.
Уперше в члени управи він був обраний у першу свою присутність у Сімферопольських повітових земських зборах 1891 року. На надзвичайних зборах Сімферопольського повітового земства 9 грудня 1891 року було вирішено обрати додатково трьох членів без платні, одним із них і став М. Кипчацький, він був затверджений на цій посаді губернатором. У перший рік своєї роботи він мав завідувати земськими повітовими повинностями грошовими і натуральними у трьох волостях повіту: Зуйській, Табулдинській, Підгородньо-Петровській.
Він входив, завдяки походженню та освіті, до кримськотатарської культурної еліти. Наприклад, при святкуванні в Бахчисараї у 1893 році ювілею газети «Терджиман» він був серед почесних гостей. « .. У друкарні був накритий європейський стіл на тридцять персон для російських гостей та мурз. Серед мурз і беків, що прибули з повітів і міст, були князь Алі бей Болатуков, колишній перекопський предводитель дворянства Омар мурза Караманов, предводитель дворянства того ж повіту Аділь мурза Карашайський, підполковник Ісмаїл мурза Муфтізаде, Аметша мурза Тайга Тайганський, Мустафа мурза Кипчацький та Алі мурза Булгаков».
У 1895 році він був обраний у члени управи вже на платню. Як член управи, а згодом як її голова протягом кількох років він входив до складу лікарської ради повіту. У 1898 році М. Кипчацький уже працював заступником голови управи. 1900 року його як гласного під час закритого балотування кулями в зборах більшістю 24 голоси проти 6 було обрано головою земских зборів. Він залишався на посаді голови земської управи протягом 8 років, пішов з посади за своїм бажанням 1908 року.
У 1906—1908 роках разом з Ісмаїл Мурзою Арабським і Сетом Мамутом Сеїт-Веліевим Мустафа мурза Кипчацький був цензором газети «Ватан Хадімі».
У 1894 році він став членом Перекопських повітових земських зборів. Усю його діяльність як гласного цих зборів умовно можна розділити на два періоди: 1894—1900 і 1912—1917 роки. У другий період своєї роботи він ставав членом ревізійної комісії, економічної ради та агрономічної наради, комісію з розгляду приватних клопотань та багатьох тимчасових комісій, а також брав участь в обговоренні питань розвитку економіки, освіти, охорони здоров'я у Перекопському повіті.
З 1900 року він протягом семи років уперше і з 1917—1918 роки вдруге входив до складу Таврійських губернських земських зборів. Першу свою присутність у цих зборах М. Кипчацький входив до них не як виборний член від земства, а як голова управи. У період 1917—1918 років він виступав як обраний від зборів гласний. М. Кипчацького регулярно обирали до складу дорожньої, лікарняної, ревізійної, оціночної комісій, а також до Комітету народної тверезості.

### У Кримському крайовому уряді
Восени 1918 року Мустафа мурза Кипчацький увійшов до складу Кримського крайового уряду генерала Матвія Сулькевича на посаді крайового контролера (інспектора). Невдовзі з відходом із Криму німців пронімецький уряд Матвія Сулькевича було замінено урядом Соломона Крима.

## Сім'я
- дружина Еміне Ханим (шлюб 1887 року), дочка статського радника Караманова,

діти:
- син Ізмаїл (1887),
- дочка Хатідже (1889),
- син Ільяс (шлюб 1891),
- син Джелял (шлюб 1893)[1].

## Нагороди
- орден Святого Володимира IV ступеня « в нагороду старанного та беззаперечного прослужіння з виборів дворянства».
- срібна медаль на Олександрівській стрічці «в пам'ять спочилого в Бозі Імператора Олександра III»[1].